# Tajemný příběh z Ameriky
Tajemný příběh z Ameriky je americký hororový televizní seriál vytvořený Shaunem Cassidy a výkonným producentem Samem Raimi. Seriál měl premiéru 22. září 1995 na CBS a byl zrušen již po první sezóně 11. července 1996.

## Děj
Příběh se odehrává ve smyšleném městě Trinity v Jižní Karolíně a sleduje život Caleba Templeho (Lucas Black) a místního šerifa Lucase Bucka (Gary Cole). Ačkoli se šerif zdá jako vlídný a charismatický, je to vražedný násilník, jež má nadpřirozené síly, které používá pro manipulaci s lidmi aby "naplnil jejich potenciál" a změnil směr jejich života (obvykle na zlý).

## Obsazení
| Gary Cole           | šerif Lucas Buck, všech 22 epizod |
| Lucas Black         | Caleb Temple, všech 22 epizod     |
| Paige Turcová       | Gail Emoryová, 19 epizod          |
| Brenda Bakkeová     | Selena Coombsová, 19 epizod       |
| Sarah Paulsonová    | Merlyn Templeová, 18 epizod       |
| Jake Weber          | dr. Matt Crower, 15 epizod        |
| Nick Searcy         | zástupce Ben Hally, 18 epizod     |
| Evan Rachel Woodová | Rose Russellová, 3 epizody        |